# Sorreta Galtes
Sorreta Galtes o Galtetes (en anglès i originàriament: «Sandy Cheeks») és un personatge femení de la sèrie Bob Esponja. Li dona veu Carolyn Lawrence (doblada en català per Elisabet Bargalló). És nativa de Texas, i el fet d'ésser un animal terrestre i no aquàtic sovint té importància en l'argument dels capítols. És amiga de Patrick, Balamar i Bob Esponja.

## Personatge
Sorreta, malgrat ser un dels personatges més forts i valents de la sèrie, és relativament petita. Gairebé sempre va dret sobre dues potes com un humà, igual que la majoria dels personatges de la sèrie. Sorreta té un coll llarg i un cap gran. Fidel a la realitat, els creadors la representen coberta totalment de pèls. El pelatge és predominantment de color marró, amb un rotgle de pell de color marró clar en el seu tors. En l'episodi "Survival of the Idiots", la zona de pell és fosca al pit. Més endavant en l'episodi, tots els pèls estan afaitats. Possiblement, a causa d'això, porta un abric de pell a "Someone's in the Kitchen With Sandy". En aquest episodi, el seu pelatge torna a créixer. Té pèls reals en episodis posteriors.
Com un animal terrestre, ha d'usar un vestit i un casc especial per respirar i viure sota l'aigua. De vegades es diu un "vestit espacial". A la primera temporada, la cua de Sorreta no era visible quan portava el vestit espacial. No obstant això, en les següents temporades, la cua de Sorreta seria mostrada onejant a través d'un petit orifici en la part posterior. En l'episodi de "Sandy, SpongeBob, and the Worm", la seva cua és menjada per un cuc-bou d'Alaska, però la recupera i se la lliga darrere de nou. Sota el vestit espacial i quan ella està fora de l'aigua, gairebé sempre vesteix un vestit de bany biquini morat i verd i una faldilla curta. Portava un sostenidor i les calces sota l'abric de pell en "Someone's in the Kitchen With Sandy".
Sorreta té una casa feta d'un plàstic resistent a la pressió de l'aigua, similar a un iglú en forma i es refereix a ella com la "cúpula de l'arbre". Dins d'ella, hi ha un ecosistema de plantes i arbres, creant l'hàbitat normal d'un esquirol en terra. En els episodis "Texas" i "Survival of the Idiots", es revela que ella pot accionar un interruptor que tanca la cúpula amb metall per mantenir a la gent fora quan prefereix estar sola. Cada vegada que Bob Esponja visita Sorreta a la cúpula, porta un casc d'aigua (un casc transparent ple d'aigua) a l'interior per evitar la deshidratació.

## Paper a Bob Esponja
Sorreta és amiga de Bob Esponja i Patrick. Ella té un gran coneixement de karate i és l'espàrring de Bob Esponja. Així mateix, és una científica i inventora que va ser contractada per una fundació de ximpanzés per investigar Baixos de Bikini.
Malgrat les afirmacions dels creadors del xou que Bob Esponja és "una cosa asexual", en diverses ocasions Bob Esponja té sentiments romàntics per Sorreta, exemples on Bob Esponja li porta flors. Bob Esponja es mostra també tirant floretes a Sorreta amb freqüència. En l'episodi "Ripped Pants", Bob Esponja es posa gelós quan Larry tracta d'emportar-se Sorreta per passar l'estona, i en el mateix episodi de Bob Esponja canta una cançó dedicada a "Sorreta del seu cor". El 6 de novembre de 2009, un especial d'una hora titulat "Truth or Square" es va emetre per commemorar el desè aniversari de la sèrie, en què ella i Bob Esponja treballaven en una obra de teatre en la qual llur relació acaba en casament.
En el videojoc basat en la sèrie de SpongeBob SquarePants: Employee of the Month, Bob Esponja té un gran pòster de Sorreta en biquini en el seu armari personal a la cuina del Crustaci Cruixent. Sospira i diu romànticament "Sorreta Cheeks, mirar-me-la em fa somriure", quan el jugador fa clic sobre la imatge.